# Estación La Barrancosa
La Barrancosa es una estación ferroviaria ubicada en el paraje rural del mismo nombre, partido de Saladillo, Provincia de Buenos Aires, Argentina.

## Servicios
No presta servicios de pasajeros desde el 13 de julio de 2018. Es una pequeña estación del ramal perteneciente al Ferrocarril General Roca, desde la estación Cañuelas hasta la estación Olavarría. Sus vías están concesionadas a la empresa privada de cargas Ferrosur Roca.

## Historia
La estación fue habilitada por la compañía Ferrocarril del Sud, el 1 de octubre de 1897 junto a las demás estaciones del ramal entre las estaciones Saladillo y General Alvear.